# ジョアキーノ・ロッシーニ

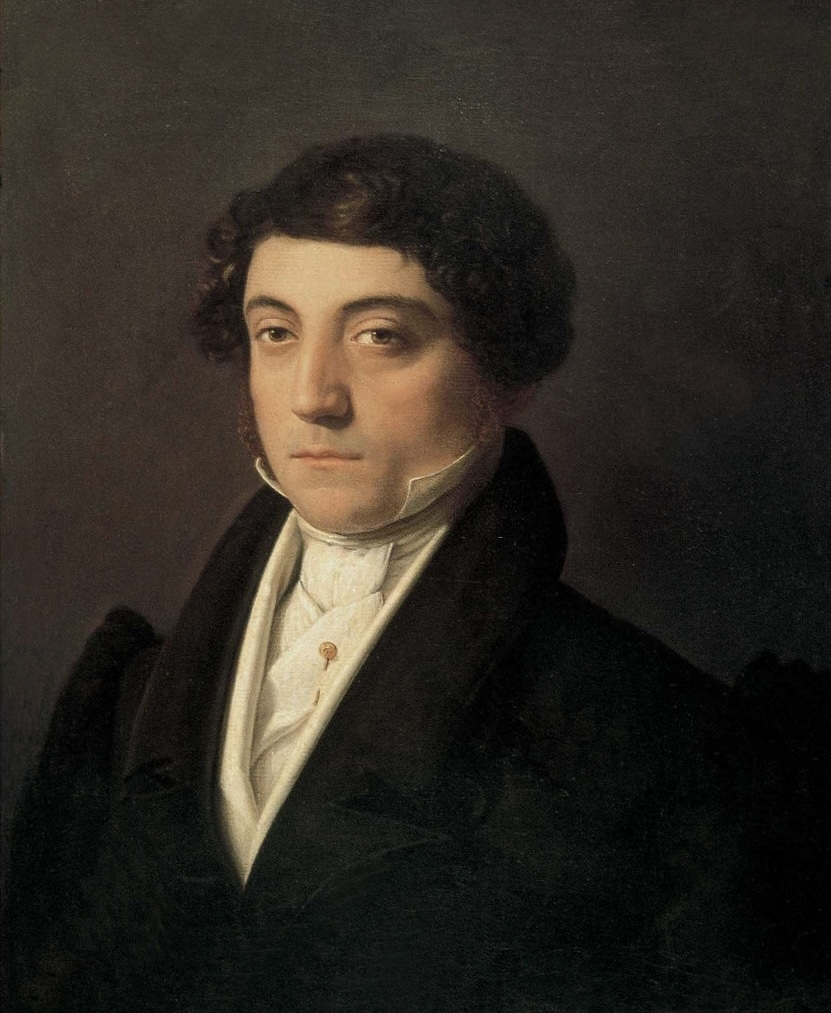
ロッシーニの肖像画

ジョアキーノ・アントーニオ・ロッシーニ（イタリア語: Gioachino Antonio Rossini, 1792年2月29日 - 1868年11月13日）は、イタリアの作曲家。多数のオペラを作曲し、『セビリアの理髪師』、『チェネレントラ』などは現在もオペラの定番である。また『タンクレーディ』、『セミラーミデ』などのオペラ・セリアも作曲した。フランスに移ってからはグランド・オペラ『ウィリアム・テル』を書く。美食家としても知られる。

## 人物
『セビリアの理髪師』や『ウィリアム・テル』などのオペラ作曲家として最もよく知られているが、宗教曲や室内楽曲なども手がけている。彼の作品は当時の大衆やショパンなど同時代の音楽家に非常に人気があった。
かつてはジョアッキーノ（Gioacchino）と綴られることが多かったが、出生届けなどからGioachinoであることが判明したため、ペーザロのロッシーニ財団の要請で、ジョアキーノ（Gioachino）と綴るようになってきており、ここ数年のイタリアでの公演や録音、映像収録ではGioachino綴りで行われているが、イタリア国外ではまださほど徹底されていない。
生涯に39のオペラを作曲、イタリア・オペラの作曲家の中で最も人気のある作曲家だった。ただし、実質の作曲活動期間は20年間に満たない。絶頂期には、1年間に3～4曲のペースで大作を仕上げていた。彼の作品は『セビリアの理髪師』『アルジェのイタリア女』のようにオペラ・ブッファが中心だと思われがちだが、実際オペラ作曲家としてのキャリアの後半期はもっぱらオペラ・セリアの分野で傑作を生み出している。しかし、悲劇を好むイタリアのオペラ作家としては喜劇やハッピーエンド作品の比率が高い点で異色の存在ではある。作風も明朗快活で、生前「ナポリのモーツァルト」の異名を取った。特に浮き立つようなクレッシェンドを好んで多用。これはロッシーニ・クレッシェンドと呼ばれて、一種のトレードマーク化している。
人生の半ばに相当する37歳の時に大作『ウィリアム・テル』を作曲した後はオペラ作曲はせず、宗教音楽や、サロン向けの歌曲、ピアノ曲、室内楽を中心に作曲を行った。

## 略歴
- 1792年 - 2月29日、ペーザロに生まれる。
- 1800年 - （8歳）ボローニャに移り住み、ボローニャ音楽学校に学ぶ
- 1810年 - （18歳）フィレンツェで一幕のオペラ・ファルサ『結婚手形』を初演。オペラ作曲家としてデビュー。
- 1812年 - （20歳）ブッファ『試金石』をスカラ座で初演。初のヒット作となり兵役を免除される。
- 1813年 - （21歳）『タンクレーディ』『アルジェのイタリア女』が初演後たちまち大ヒットしヨーロッパ中に名声が轟く。
- 1815年 - （23歳) ナポリで『エリザベッタ』初演。以後この地のサン・カルロ劇場の音楽監督として、精力的にオペラ・セリアの傑作を生み出す。
- 1822年 - （30歳）歌手のイザベラ・コルブランと結婚。
- 1823年 - （30歳）『セミラーミデ』初演。イタリアでの最後のオペラとなる。
- 1824年 - （32歳）パリのイタリア座の音楽監督に就任。
- 1829年 - （37歳）最後のオペラ『ウィリアム・テル』を発表。
- 1835年 - （43歳）歌曲集『音楽の夜会』出版。
- 1836年 - （44歳）パリを去り、イタリアのボローニャに住む。
- 1837年 - （45歳）ミラノに移り、毎週金曜日に自宅のサロンで「音楽の夜会」を開く。
- 1839年 - （47歳）ボローニャに移り、ボローニャ音楽院の永久名誉会長に就任。イタリアでの音楽教育に力を入れる。
- 1845年 - （53歳）イザベラ死去。
- 1846年 - （54歳）8月16日、高級娼婦のオランプ・ペリシエ（英語版）と再婚。
- 1848年 - （56歳）フィレンツェに移る。
- 1855年 - （63歳）病気治療のため、パリに戻る。健康を回復した後、自宅のサロンで、毎週土曜日に「音楽の夜会」を催す。グノー、サン=サーンス、ヴェルディ、リストなどの作曲家、当時の一流の歌手など、多くの著名人が集った。
- 1864年 - （72歳）私的演奏会にて「小荘厳ミサ曲」初演（公開での初演は死後の1869年）。
- 1868年 - （76歳）11月13日、死去。現在はイタリアのサンタ・クローチェ教会に眠る。

## 人物伝「ナポレオンは死んだが、別の男が現れた」
ロッシーニはイタリアのアドリア海に面したペーザロで音楽一家に生まれた。父ジュゼッペ（Giuseppe）は食肉工場の検査官をしながらトランペット奏者をしていた。また、母アンナ（Anna）はパン屋の娘で歌手であった。両親は彼に早くから音楽教育を施し、6歳の時には父親の楽団でトライアングルを演奏したと言われている。父親はフランスに好意を抱いており、ナポレオンが軍を率いてイタリア北部に到達したことを喜んでいた。しかしこれが元になり、1796年になってオーストリアに政権が復帰すると、父親は投獄されてしまった。母親はロッシーニをボローニャにつれてゆき、生活のためにロマニャーノ・セージアの多くの劇場で歌手として働き、のちに父親と再会した。この間ロッシーニはしばし祖母の元に送られ、手におえない子供と言われていた。容姿はやや太り気味だが、天使のような姿と言われ、かなりのハンサムだったので、多くの女性と浮き名を流した。

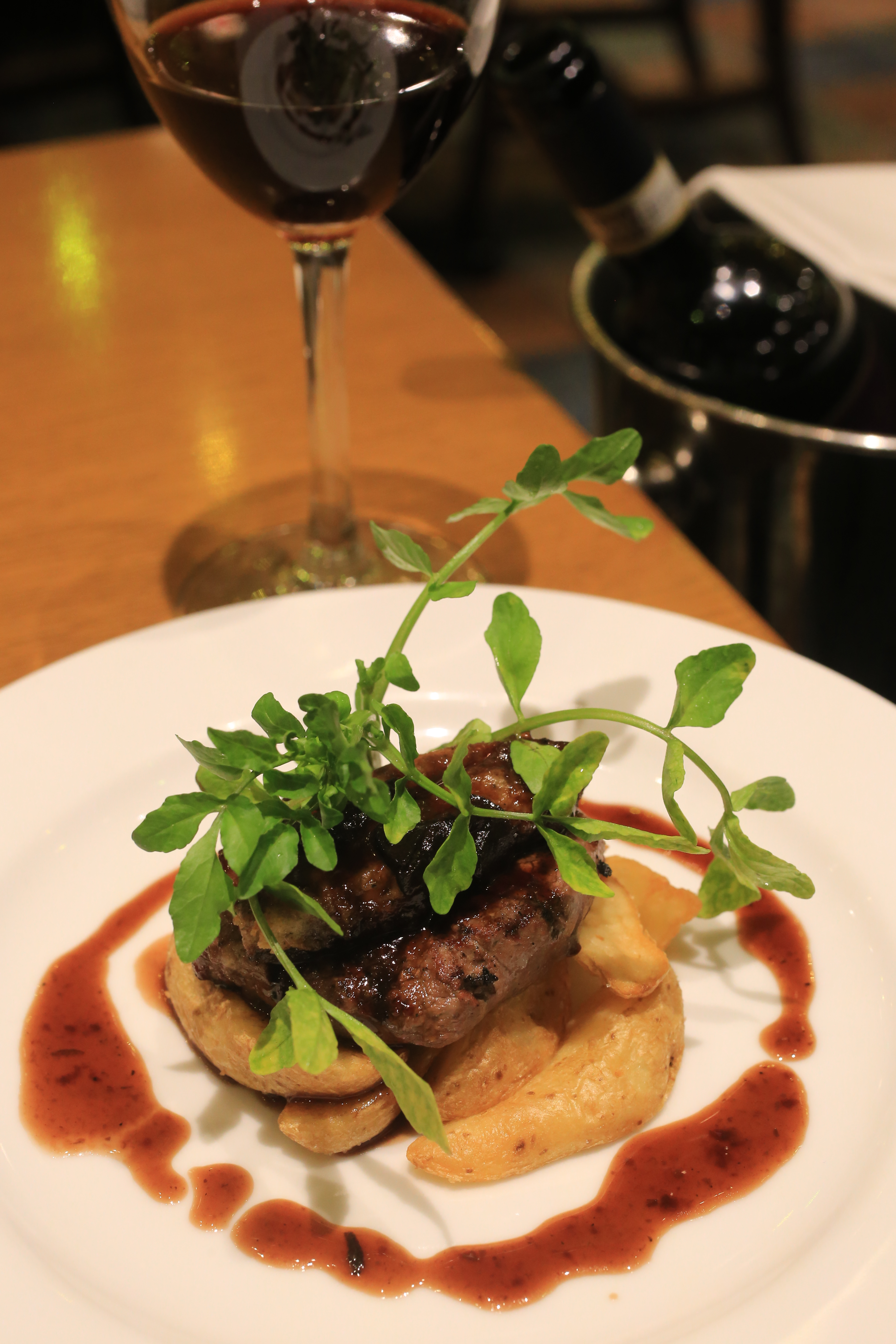
牛肉とフォアグラのロッシーニ

ロッシーニは10代終わりの頃からオペラ作曲家としての活動を始めた。1813年、20歳から21歳にかけての作品『タンクレーディ』と『アルジェのイタリア女』でオペラ作曲家としての評判を確立し、1816年、24歳の作品『セビリアの理髪師』でヨーロッパ中にその名声をとどろかせた。
1816年以降、ウィーンではロッシーニ人気の高まりによって、イタリア・オペラ派とドイツ・オペラ派の対立が巻き起こったが、イタリア派の勝利に終わった。1822年、ロッシーニは『ゼルミーラ』上演のためにウィーンを訪れ、熱烈な歓迎を受けた。このとき訪問を受けたベートーヴェンは『セビリアの理髪師』を絶賛し、「あなたはオペラ・ブッファ以外のものを書いてはいけません」と述べたという。ベートーヴェンはロッシーニの才能を認めていたが、大衆が自分の音楽の芸術性を評価せず、ロッシーニの曲に浮かれていることに愚痴をもらしている。
1823年、ロッシーニはパリを訪問し、やはり議論を巻き起こしながらも大歓迎を受けた。この訪問と同じころに出版された『ロッシーニ伝』において、スタンダールは「ナポレオンは死んだが、別の男が現れた」と絶賛している。
1825年、フランス国王シャルル10世の即位に際して、記念オペラ・カンタータ『ランスへの旅』を作曲、国王に献呈し、「フランス国王の第一作曲家」の称号と終身年金を得る。37歳で『ギヨーム・テル（ウィリアム・テル）』発表後、オペラ界から引退を表明。以後は『スターバト・マーテル』などの宗教曲や小品のみを作曲し、年金生活に入る。1830年の7月革命に際しても新政府と交渉し、前国王政府から給付された年金を確保することに成功した。
一方、彼は若い頃から料理が（食べることも作ることも）大好きで、オペラ界からの引退後、サロンの主催や作曲の傍ら、料理の創作にも熱意を傾けた。フランス料理によくある「○○のロッシーニ風」は、彼の名前から取られた料理の名前である。料理の名前を付けたピアノ曲も作っている。
晩年には淋病、躁鬱病、慢性気管支炎などに悩まされ、ついには1868年に直腸癌になり、手術を受けたが、それによる丹毒に感染して生涯を閉じた。
ロッシーニは従来は教会の儀式などでしか聞くことが出来なかった宗教音楽を、一般のコンサートのレパートリーとして演奏するように尽力した人物である。ロッシーニのこの分野での傑作である『スターバト・マーテル』も、実は一般のコンサートを念頭において作曲されたものである。

## 作曲家として
パリで貧困生活にあえいでいたヴァーグナーがロッシーニのような作曲家になることを目標にしていたことはよく知られている。また、『ウィリアム・テル』を見たベルリオーズは、「テルの第1幕と第3幕はロッシーニが作った。第2幕は、神が作った」と絶賛している。また『セビリアの理髪師』の作曲をわずか3週間で完成させ、ベッリーニは「ロッシーニならそれくらいやってのけるだろう。」と述べている。
ロッシーニは（同時代の他作曲家の例にもれず）現在の著作権・創作概念からみれば考えがたい行動をとっており、同じ旋律を使い回すのは朝飯前で、『セビリアの理髪師』序曲は、『パルミーラのアウレリアーノ』→『イングランドの女王エリザベッタ』の序曲を丸ごと再々利用している。さらにベートーヴェンの第8交響曲の主題を剽窃し、また機会オペラだった『ランスへの旅』を、細部を手直ししただけでコミックオペラ『オリー伯爵』に作り替えている。

## ロッシーニ・ルネッサンス
ロッシーニは死後たちまち忘れられた作曲家となってしまい、『セビリアの理髪師』『チェネレントラ（シンデレラ）』『ウィリアム・テル』（の序曲）の作曲家としてその名をとどめるだけの期間が長く続いた。特に上演や全曲録音はもっぱら『セビリアの理髪師』に集中したため、オペラ作家としては一発屋に近いイメージでとらえられがちだった。しかし、ペーザロのロッシーニ財団が1960年代終わりから出版を開始し現在も続けられているクリティカル・エディションによるロッシーニ全集の出版などをきっかけに、1970年代になるとロッシーニのオペラが再評価されるようになった。リコルディ社から校訂版楽譜が次々と出版されるようになり、それと並行してクラウディオ・アバドがペーザロで『ランスへの旅』を約150年ぶりに再上演し、以後ヨーロッパにおいてアバドなどの音楽家を中心にロッシーニ・オペラが精力的に紹介されるようになり、1980年代以降その他の作品も見直され、上演される機会が増えた。また、クリティカル・エディションの刊行により、長年受け継がれてきた伝統的な歌唱法や、旧版に記されていた間違いなども改めて見直され、よりロッシーニの楽譜に忠実な演奏が試みられるようになった。この再評価の動きを「ロッシーニ・ルネッサンス」という。現在では『ランスへの旅』、『タンクレーディ』、『湖上の美人』をはじめ、ロッシーニの主要オペラがほぼ再演されるようになっている。のみならず、あまり知られていない作品の蘇演も延々と続いており、作品数が多いだけに、その活況はプッチーニやヴェルディに迫らんばかりの勢いを呈している。ペーザロのロッシーニ・オペラ・フェスティバルにおける蘇演、ロッシーニ研究家で指揮者のアルベルト・ゼッダの功績も大きい。

## 主な作品と作曲年

### オペラ
- デメトリオとポリービオ Demetrio e Polibio、1808年 (初演 1812年 ローマ)
- 結婚手形 La cambiale di matrimonio、1810年 ヴェネツィア
- ひどい誤解 L'equivoco stravagante、1811年 ボローニャ
- 幸せな間違い L'inganno felice、1812年 ヴェネツィア
- バビロニアのキュロス Ciro in Babilonia、1812年 フェラーラ
- 絹のはしご La scala di seta、1812年 ヴェネツィア
- 試金石  La pietra di paragone、1812年 ミラノ
- 成り行き泥棒 L'occadione fa il ladro、1812年 ヴェネツィア
- ブルスキーノ氏 Il Signor Bruschino、1813年 ヴェネツィア
- タンクレーディ Tancredi、1813年 ヴェネツィア
- アルジェのイタリア女 L'italiana in Algeri、1813年 ヴェネツィア
- パルミーラのアウレリアーノ Aureliano in Parmira、1813年 ミラノ
- イタリアのトルコ人 Il Turco in Italia、1814年 ミラノ
- シジスモンド Sigismondo、1814年 ヴェネツィア
- イングランドの女王エリザベッタ Elisabetta, Regina d'Inghirtrra、1815年 ナポリ
- トルヴァルドとドルリスカ Torvaldo e Dorlisca、1815年 ローマ
- セビリアの理髪師（アルマヴィーヴァ） Il barbiere di Siviglia (Almaviva)、1816年 ローマ
- 新聞 La Gazetta、1816年 ナポリ
- オテッロ またはヴェネツィアのムーア人 Otello、1816年 ナポリ
- チェネレントラまたは善意の勝利 La Cenerentola, Il trionfo della bonta' ossia、1817年 ローマ
- 泥棒かささぎ La gazza ladra、1817年 ミラノ
- アルミーダ Armida、1817年 ナポリ
- ブルゴーニュのアデライーデ、1817年 ローマ
- エジプトのモーゼ Mose in Egitto、1818年 ナポリ
- アディーナ Adina、1818年（初演 1826年 リスボン)
- リッチャルドとゾライーデ Ricciardo e Zoraide、1819年 ナポリ
- エルミオーネ Ermione、1819年 ナポリ
- エドゥアルドとクリスティーナ Eduardo e Cristina、1819年 ヴェネツィア
- 湖上の美人 La donna del lago、1819年 ナポリ
- ビアンカとファッリエーロ Bianca e Falliero、1819年 ミラノ
- マオメット2世 Maometto secondo、1820年 ナポリ
- マティルデ・ディ・シャブラン Matilde di Shabran、1821年 ローマ、ナポリ（改訂版）
- ゼルミーラ Zermira、1822年 ナポリ
- セミラーミデ Semiramide、1823年 ヴェネツィア
- ランスへの旅、または黄金の百合咲く宿 Il viaggio a Reims、1825年 パリ[注釈 5]
- コリントの包囲 Le siège de Corinthe、1826年 パリ[注釈 6]
- モイーズとファラオン Moïse et pharaon、1827年 パリ[注釈 7]
- オリー伯爵 Le Comte Ory、1828年 パリ[注釈 8]
- ギヨーム・テル（ウィリアム・テル） Guillaume Tell、1829年 パリ

### 管弦楽曲
- シンフォニア 変ホ長調
- シンフォニア ニ長調
- イタリアの戴冠式
- クラリネットと小管弦楽のための変奏曲 ヘ長調

### 宗教曲
- グローリア・ミサ Messa di Gloria、1820年
- 小ミサ・ソレムニス Petite Messe Solennelle、1863年
- スターバト・マーテル、1842年
- タントゥム・エルゴ、1847年

### 歌曲
- 音楽の夜会
- ヴェネツィアの競漕

### 器楽曲
- 弦楽のためのソナタ（ヴァイオリン2、チェロ、コントラバスのための・全6曲）、1804年[注釈 9]
- チェロとコントラバスのための二重奏曲、1824年
- 「涙―主題と変奏」（チェロとピアノのための）、作曲年代不明

### その他の作品
- 歓喜
- 主題
- Brindisi
- 劇付随音楽 コロノスのオイディプス
- 狩での出会い（ファンファーレ）
- Giunone（1822年以前に作曲?）

### 由来の定かでない作品
- 2匹の猫の愉快な歌（偽作）
- 交響曲（作曲年代不明）
- 歌劇 イタリアの王ウーゴ（未完、1824年）

## 美食家として
晩年のロッシーニがパリで毎週土曜日に開催していたサロンは、提供される晩餐が豪勢だったことでも知られる。
ロッシーニ自身が考案した料理のレシピも残されている。
また、晩年の小品集『老いの過ち』には「やれやれ!グリーンピース」、「ロマンティックなひき肉」といったような料理や食材の名前を冠したタイトルの作品もある。
ロッシーニ自身が考案した料理ではなくとも、フォアグラやトリュフをふんだんに使用した料理には「ロッシーニ風」「ロッシーニスタイル」と名付けられることがある。
- カネロニのロッシーニ風（Cannelloni alla Rossini） - 注入マカロニ ロッシーニ風（Maccheroni siringati alla Rossini）とも。フォアグラとトリュフのソースを銀製の注射器でカネロニやマカロニに注入した料理。
- トゥルヌド・ロッシーニ - 牛ヒレ肉のロッシーニ風
- ヴルーテ・ロッシーニ（Velouté Rossini） - ロッシーニ風クリームスープ。チキンクリームスープにフォアグラのピューレを加える。
- ロッシーニ風リゾット（Risotto alla Rossini） - フォアグラと牛タンを加えたリゾット。
- シタビラメのロッシーニ風（Filet of Sole alla Rossini） - スライスしたフォアグラをシタビラメのフィレで包み、エシャロット、トリュフと共に調理する。
- トリュフ詰め七面鳥（Stuffed Turkey alla Rossini） - トリュフ、ベーコンを七面鳥に詰め、七面鳥の皮の下に薄切りしたトリュフを入れてローストする。
- ロッシーニ・バーガー - 牛肉とフォアグラをパテに、トリュフをソースに使用したハンバーガー[7]。ニューヨークで考案された。
- ロッシーニ (カクテル)（The Rossini Cocktail） - プロセッコとイチゴのピュレで作るカクテル。ベリーニのバリエーション。1940年代にヴェネチアの「ハリーズ・バー」で考案された[8]。

## 関連する人物
- ニコロ・パガニーニ
- ルートヴィヒ・ファン・ベートーヴェン
- フレデリック・ショパン
- ジョルジュ・サンド
- スタンダール - 『ロッシーニ伝』（山辺雅彦訳、みすず書房、1992年）がある。
- アルベルト・ゼッダ
- オノレ・ド・バルザック - 1830年に交友を結ぶ。1835年に書いた『夫婦財産契約』（Le Contrat de mariage）を、1842年にロッシーニに献呈している。その当時、ロッシーニは後に結婚するオランプ・ペリシエを愛人にしていた。彼女はバルザックの元愛人でもある。